# Марк Шварцер
Марк Шварцер (англ. Mark Schwarzer; 6 жовтня 1972, Сідней) — австралійський футболіст, що грав на позиції воротаря. Відомий виступами, зокрема, за клуби «Мідлсбро», «Фулгем», а також збірну Австралії. Учасник двох чемпіонатів світу: чемпіонату світу 2006 та чемпіонату світу 2010.

## Досягнення
- Переможець Юнацького чемпіонату ОФК: 1989
- Володар Кубка Футбольної ліги : 2003/2004
- Володар Кубка націй ОФК: 2004
- Фіналіст Кубка УЄФА : 2005/2006
- Фіналіст Ліги Європи : 2009/2010
- Срібний призер Кубка Азії: 2011
- Чемпіон Англії : 2015/2016 (як резервний воротар)

## Цікаві факти
- Другий найбільш віковий футболіст в історії Ліги чемпіонів: 41 рік 198 днів[1]
- Рекордсмен збірної Австралії за кількістю проведених матчів — 109